# Serixiomimus flavus
Serixiomimus flavus är en skalbaggsart som beskrevs av Stefan von Breuning 1966. Serixiomimus flavus ingår i släktet Serixiomimus och familjen långhorningar.
Artens utbredningsområde är Laos. Inga underarter finns listade i Catalogue of Life.